# Goodbye (Mary Hopkin)
Goodbye è una canzone di Mary Hopkin composta da Paul McCartney pubblicata come singolo (B-side: Sparrows); è stata accreditata al binomio Lennon-McCartney.

## Il brano
Come parte della prima carrellata di singoli della Apple Records, a fine 1968, Mary Hopkin pubblicò il singolo Those Were the Days, prodotto da Paul McCartney, di grande successo; qualche mese dopo, il bassista produsse il suo album di debutto, Post Card (1969) e scrisse il suo successivo singolo Goodbye. Questa presentava un testo molto anacronistico per i Beatles del periodo, con semplici frasi di addio ad un amore come ritornello; un demo venne registrato nel dicembre 1968 da McCartney, in seguito dato alla Hopkin per farle imparare il brano.

### Registrazione
Goodbye venne incisa nei primi due giorni di marzo 1969 ai Morgan Studios di Londra. Inizialmente erano presenti, come musicisti, solo Mary Hopkin e Paul McCartney; ci furono in seguito sovraincisioni di un'orchestra e di cori. Fra i vari strumenti suonati da Macca, si annoverano anche le proprie gambe, alla maniera di Buddy Holly. Rispetto al demo del Beatle, la Hopkin ha cambiato tonalità (da Do maggiore a Mi maggiore) per poter cantare meglio, ed ha modificato alcune parole nell'ultima strofa.

### Pubblicazione
Il singolo venne pubblicato il 28 marzo 1969 dalla Apple Records con il numero di catalogo APPLE 10; la seconda facciata, Sparrow, era stata anch'essa prodotta da Paul McCartney, ma era firmata da Gallagher & Lyle. Venne girato un video promozionale, in cui si mostrava Mary Hopkin con McCartney mentre incidevano la canzone, ma non venne mai trasmesso da nessuna emittente televisiva. Il singolo ebbe molto successo nel Regno Unito, dove infatti arrivò alla seconda posizione e rimase in classifica per 14 settimane (circa tre mesi e mezzo); dopo aver tolto dalla prima posizione un 45 giri dei Beatles, Hey Jude, stavolta la Hopkin non riuscì ad arrivare al vertice per la presenza di Get Back del gruppo, uno dei loro SP di maggior successo. Arrivato negli USA alla 13ª posizione, ebbe un successo internazionale: altri piazzamenti in classifica noti sono la prima posizione nei Paesi Bassi, la seconda in Norvegia, la terza in Svizzera ed in Belgio e la quindicesima nella Germania Occidentale ed in Canada.
Mentre il demo di McCartney non venne mai pubblicato ufficialmente, comparendo su vari bootlegs, la versione dell Hopkin apparve in seguito sulla raccolta Come and Get It: The Best of Apple Records (2010) e, come bonus-track, sulla ristampa su CD di Post Card (2010). Graham Calkin, curatore del sito JPGR, ha affermato che la melodia è orecchiabile, e che le parti vocali sono fantastiche; Richie Unterberger di AllMusic, lo ha definito un brano pretenzioso dalla vena molto romantica, come altre composizioni dei Beatles di quel periodo date ad altri artisti, per il quale era impensabile una pubblicazione a nome Fab Four per l'eccessiva leggerezza.

## Formazione

### Demo di Paul McCartney
- Paul McCartney: voce, chitarra acustica[8]

### Mary Hopkin
- Mary Hopkin: voce, chitarra acustica
- Paul McCartney: chitarra acustica solista, basso elettrico, batteria, percussioni
- Musicisti non accreditati: cori, archi, corni[3]